# Ceriscoides howii
Ceriscoides howii är en måreväxtart som beskrevs av Hsien Shui Lo. Ceriscoides howii ingår i släktet Ceriscoides och familjen måreväxter.
Artens utbredningsområde är Hainan (Kina). Inga underarter finns listade i Catalogue of Life.